# Kanton Dol-de-Bretagne
Dol-de-Bretagne is een kanton van het Franse departement Ille-et-Vilaine. Het kanton maakt deel uit van het arrondissement Saint-Malo.

## Gemeenten
Het kanton Dol-de-Bretagne omvatte tot 2014 de volgende 8 gemeenten:
- Baguer-Morvan
- Baguer-Pican
- Cherrueix
- Dol-de-Bretagne (hoofdplaats)
- Epiniac
- Mont-Dol
- Roz-Landrieux
- Le Vivier-sur-Mer

Bij de herindeling van de kantons door het decreet van 18 februari 2014, met uitwerking op 22 maart 2015, werden daar volgende 23 gemeenten aan toegevoegd:
- La Boussac
- Broualan
- Châteauneuf-d'Ille-et-Vilaine
- La Fresnais
- Hirel
- Lillemer
- Miniac-Morvan
- Pleine-Fougères
- Plerguer
- Roz-sur-Couesnon
- Sains
- Saint-Benoît-des-Ondes
- Saint-Broladre
- Saint-Georges-de-Gréhaigne
- Saint-Guinoux
- Saint-Marcan
- Saint-Père-Marc-en-Poulet
- Saint-Suliac
- Sougéal
- Trans-la-Forêt
- Le Tronchet
- Vieux-Viel
- La Ville-ès-Nonais